# تاكويا ساتو (مخرج)
تاكويا ساتو (باليابانية: 佐藤卓哉؛ بالكانا: さとう たくや) هو كاتب سيناريو ومخرج ياباني، ولد في 1950.

## وصلات خارجية
- تاكويا ساتو على موقع IMDb (الإنجليزية)
- تاكويا ساتو على موقع ألو سيني (الفرنسية)
- تاكويا ساتو على موقع قاعدة بيانات الفيلم (الإنجليزية)
- تاكويا ساتو على موقع كينوبويسك (الروسية)
- تاكويا ساتو على موقع ANN person (الإنجليزية)